# Пергел (съзвездие)
 Тази статия е за съзвездието.  За чертожния инструмент вижте Пергел.  
Пергел е едно от малките съзвездия на южния небосклон. Състои се от около 20 слаби звезди, никоя от които под звездна величина 3.
Съзвездието е за първи път обозначено през 18 век от Никола Луи де Лакайл и не е свързано с персонаж от древногръцката митология. Формата му наподобява чертожния инструмент пергел.